# Intimidazione
L'intimidazione è un comportamento che incute paura mediante pressioni, per lo più psicologiche, volte a costringere un individuo a fare o a subire qualcosa.

## Tipologie
L'intimidazione può manifestarsi in diversi modi, che possono includere violenza fisica, manipolazione emotiva, abuso verbale, bullismo o altre forme di umiliazione che possono comprimere l'autostima. Tali comportamenti possono comprendere restrizioni fisiche che impediscano o riducano i movimenti o altre impedimenti nell'attività quotidiana. Può anche essere parte di una minaccia delinquenziale e quindi portare alla violenza. 
L'intimidazione è fattispecie che può parzialmente sovrapporsi alla minaccia, al terrore e alla manipolazione psicologica.

## Nella vita di relazione internazionale
L'intimidazione come processo politico viene attuata attraverso minacce di uno Stato per costringere o dissuadere un altro paese a operare nel modo voluto; un esempio di intimidazione politica è l'imposizione di un embargo su beni dal cui commercio il paese bersaglio dipende attraverso l'importazione per forzarne la consegna.

## Nel diritto
Uno degli elementi della fattispecie dell’associazione di tipo mafioso, per l'art. 416-bis del codice penale italiano, è avvalersi della forza di intimidazione del vincolo associativo: «La associazione di tipo mafioso si differenzia, pertanto, dalla comune associazione per delinquere proprio per la sua peculiare forza di intimidazione, derivante dai metodi usati e dalla capacità di sopraffazione, a sua volta scaturente dal legame che unisce gli associati».

## Psicologia sociale
L'intimidazione personale è considerata una strategia di gestione delle relazioni sociali, per segnalare/informare potenziali rivali che potrebbero andare incontro a conseguenze significative se agiscono in senso opposto a quello voluto dall'agente. 
Essa ha successo quando vi è una riluttanza a impegnarsi in uno scontro: può essere un "comportamento compensativo" e anche un processo inconscio, ma può indurre le vittime a sviluppare disturbi psicologici e ad adottare comportamenti violenti o autolesionistici.
Salvo che non costituiscano più grave reato, alcune forme di intimidazione, come quelle sessuali e razziali, sono di per sé considerate illeciti penali in diversi paesi civili.